# Сан-Жуліан-ду-Тожал
Сан-Жуліан-ду-Тожал (порт. São Julião do Tojal; МФА: [ˈsɐ̃w ʒu.ɫi.ˈɐ̃w du tu.ˈʒaɫ]) — парафія в Португалії, у муніципалітеті Лореш. Розташована в західній частині країни, на теренах історичної португальської провінції Ештремадура. Входить до складу округу Лісабон. За адміністративним поділом, чинним до 1976 року, терени парафії були складовою провінції Ештремадура. Належить до Лісабонського патріархату Католицької церкви. Патрон — святий Юліан. Площа — 13,2789 км². Населення — 3837 ос. (2011). Сильно урбанізований регіон. Густота населення — 288,95 осіб/км²
. Код — 110716.

## Населення
| Кількість мешканців | Кількість мешканців | Кількість мешканців | Кількість мешканців | Кількість мешканців | Кількість мешканців | Кількість мешканців | Кількість мешканців | Кількість мешканців | Кількість мешканців | Кількість мешканців | Кількість мешканців | Кількість мешканців | Кількість мешканців | Кількість мешканців |
| ------------------- | ------------------- | ------------------- | ------------------- | ------------------- | ------------------- | ------------------- | ------------------- | ------------------- | ------------------- | ------------------- | ------------------- | ------------------- | ------------------- | ------------------- |
| 1864                | 1878                | 1890                | 1900                | 1911                | 1920                | 1930                | 1940                | 1950                | 1960                | 1970                | 1981                | 1991                | 2001                | 2011                |
| 1 269               | 1 373               | 1 457               | 1 424               | 1 561               | 1 339               | 1 478               | 1 501               | 1 640               | 1 782               | 1 769               | 2 329               | 3 403               | 3 600               | 3 837               |